# Pseudogaltonia clavata
Pseudogaltonia clavata là một loài thực vật có hoa trong họ Măng tây. Loài này được (Baker ex Mast.) E.Phillips miêu tả khoa học đầu tiên năm 1935.